# شوهی اوگوشی
شوهی اوگوشی (ژاپنی: 大串 昇平؛ زادهٔ ۲۱ سپتامبر ۲۰۰۲) یک بازیکن فوتبال اهل ژاپن است.
از باشگاه‌هایی که در آن بازی کرده‌است می‌توان به باشگاه فوتبال گامبا اوساکا اشاره کرد.